# Carmignano di Brenta
Carmignano di Brenta – miejscowość i gmina we Włoszech, w regionie Wenecja Euganejska, w prowincji Padwa.
Według danych na rok 2004 gminę zamieszkiwało 7006 osób, 500,4 os./km².